# Delias sanaca
Delias sanaca, the Pale Jezebel là một loài bướm kích thước trung bình thuộc họ Pieridae, có màu vàng và trắng.

## Hình ảnh

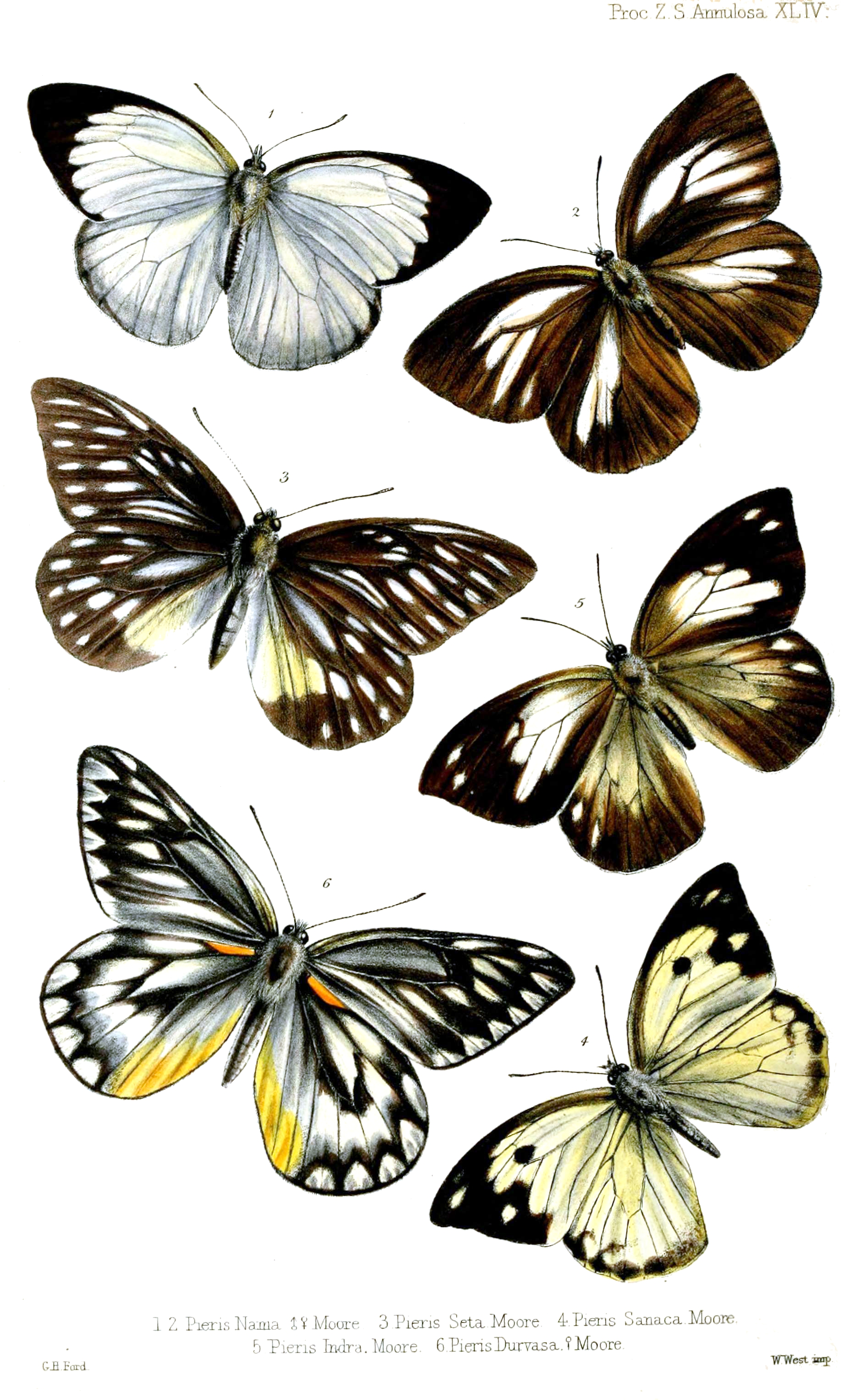